# Rally to Restore Sanity and/or Fear

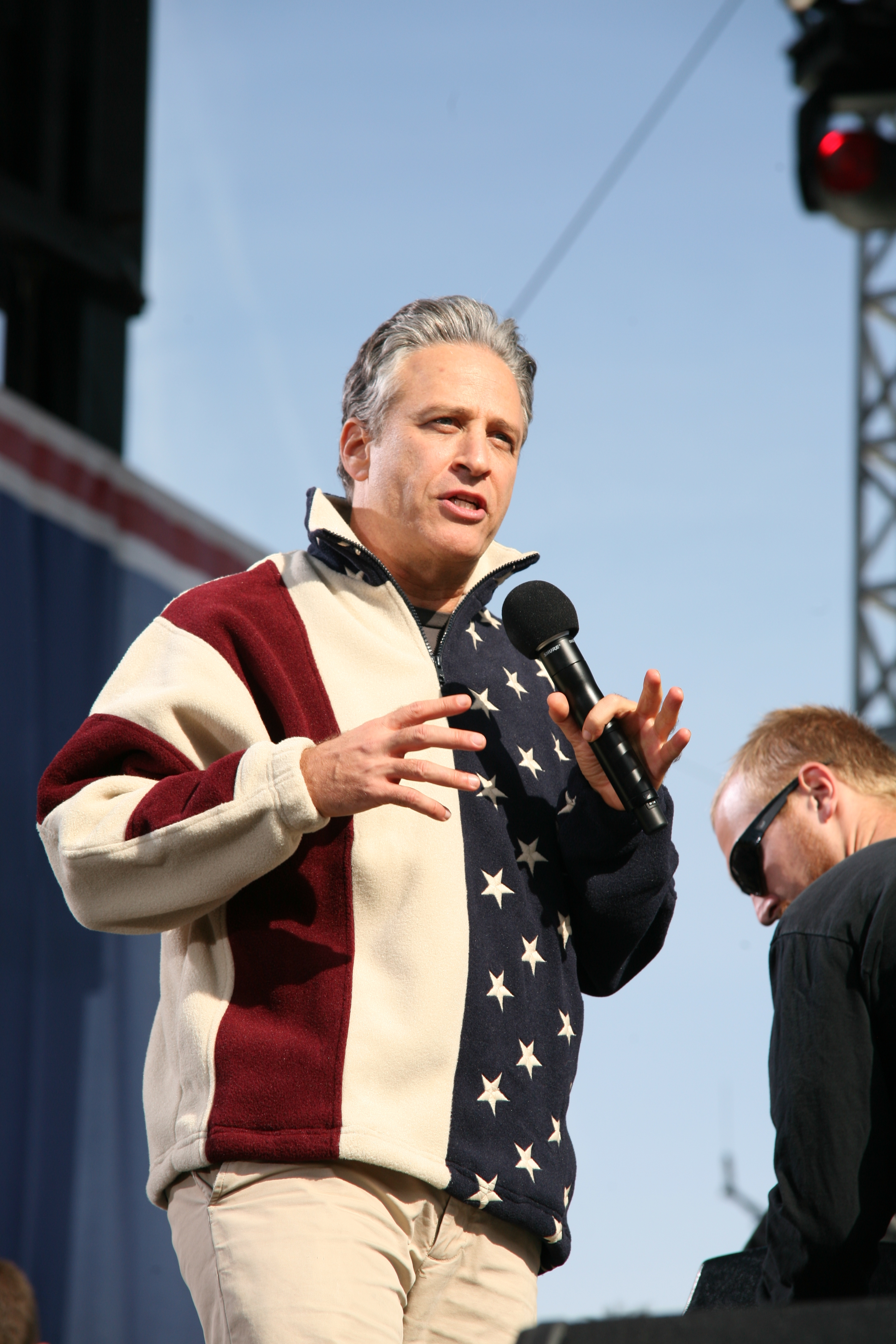
Jon Stewart au rally

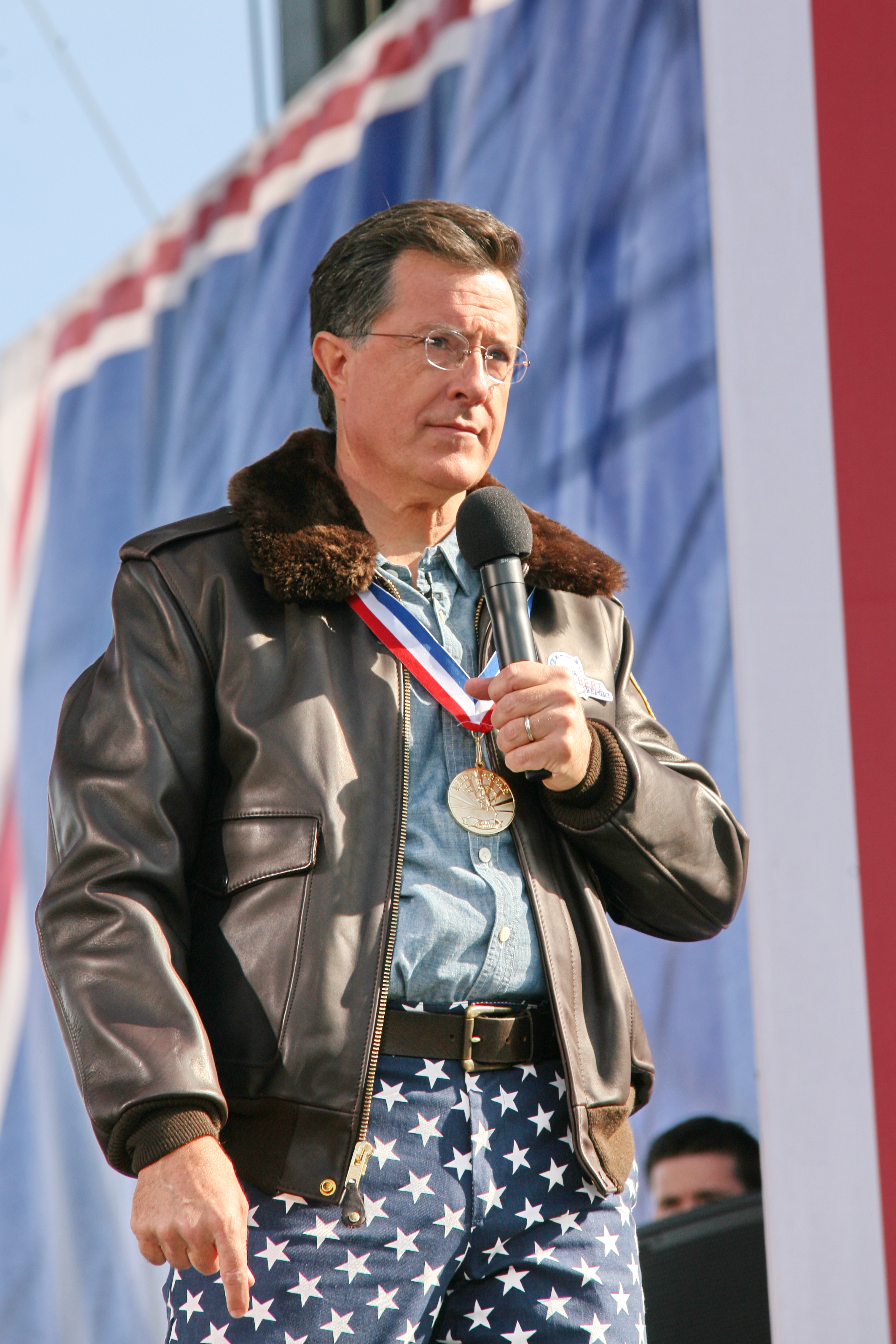
Stephen Colbert au rally

Le Rally to Restore Sanity and/or Fear (« Rassemblement pour rétablir la santé mentale et/ou la peur ») est un évènement ayant eu lieu le 30 octobre 2010 (en pleine campagne pour les mid-term election) sur le National Mall de Washington, D.C., organisé par Jon Stewart et Stephen Colbert (dans son rôle de Stephen Colbert). L'évènement rassembla environ 215 000 personnes selon une photographie aérienne analysé par AirPhotosLive.com pour CBS News.
Le rally résulte d'une combinaison de ce qui était annoncé initialement comme deux évènement distincts : le Rally to Restore Sanity de Jon Stewart, une réponse à la manifestation organisée par l'animateur conservateur Glenn Beck, et donc dirigé contre les républicains les plus conservateurs, réactionnaires et religieux, et sa contrepartie satirique, la March to Keep Fear Alive de  Stephen Colbert dans son personnage habituel parodiant les animateurs conservateurs de Fox News Channel.

Vue panoramique de la manifestation